# Polystachya pobeguinii
Polystachya pobeguinii är en orkidéart som först beskrevs av Achille Eugène Finet, och fick sitt nu gällande namn av Robert Allen Rolfe. Polystachya pobeguinii ingår i släktet Polystachya och familjen orkidéer. Inga underarter finns listade i Catalogue of Life.